# Nerius nigrofuscus
Nerius nigrofuscus är en tvåvingeart som först beskrevs av Leander Czerny 1932.  Nerius nigrofuscus ingår i släktet Nerius och familjen Neriidae. Inga underarter finns listade i Catalogue of Life.